# Tryggevælde
Tryggevælde er en gammel hovedgård, som nævnes første gang i 1261. Nu er den en avlsgård under Holmegaard Gods. Gården ligger i Karise Sogn i Faxe Kommune.
Tryggevælde er på 215,7 hektar

## Ejere af Tryggevælde
- (1261-1328) Kronen
- (1328-1349) Bo Jensen Grubbe
- (1349-1355) Bent Bosen Grubbe / Jon Bosen Grubbe / Esbern Bosen Grubbe
- (1355-1461) Kronen
- (1461-1470) Sivert Grubbe
- (1470-1489) Evert Grubbe
- (1489-1503) Slægten Grubbe
- (1503-1505) Christen Nielsen Dyre
- (1505-1670) Kronen
- (1670-1695) Otto Christiansen Skeel
- (1695-1709) Christian Ottosen Skeel
- (1709-1718) Peder Benzon
- (1718-1747) Kronen
- (1747-1751) Peter Johansen Neergaard
- (1751-1782) Adam Gottlob Moltke
- (1782-1818) Joachim Godske Moltke
- (1818-1864) August Adam Wilhelm Moltke
- (1864-1875) Frederik Georg Julius Moltke
- (1875-1879) Slægten Moltke
- (1879-1926) Frederik Christian Moltke
- (1926-1937) Frederik Christian Moltke
- (1937-1959) Aage Lemvigh
- (1959-1980) Axel Jørn Lemvigh
- (1980-1998) Jørn Lemvigh
- (1998-) Christian Ivar Schou Danneskiold Lassen